# 維多利亞 (阿拉巴馬州)
維多利亞（英語：Victoria）是一個位於美國阿拉巴馬州科菲縣的非建制地區。該地的面積和人口皆未知。

## 地理
維多利亞的座標為31°31′48″N 85°56′18″W / 31.53°N 85.93833°W，而該地最高點為海拔高度122米（即400英尺）。